# النجيدي (خولان)

تعديل مصدري - تعديل

النجيدي هي إحدى قرى عزلة بني شداد بمديرية خولان التابعة لمحافظة صنعاء، بلغ تعداد سكانها 611 نسمة حسب تعداد اليمن لعام 2004.